# Benevita BKK
Die BeneVita BKK war eine deutsche gesetzliche Krankenversicherung aus der Gruppe der Betriebskrankenkassen.
Sie wurde am 7. September  1902  als Betriebskrankenkasse der C. Baresel AG gegründet. Am 1. Januar 1993 erfolgte eine Übernahme der HTP GmbH Ost. Am 1. Januar 1996 erfolgte eine Fusion mit der BKK Alfred Kunz & Co sowie der BKK Hermann Milke KG; beides ebenfalls Betriebskrankenkassen von Bauunternehmen. Der Name der neuen Krankenkasse lautete BKK Bau. Seit 1996 war die Krankenkasse auch für Mitglieder aus anderen Berufsgruppen geöffnet. Grundlage dafür bildete das 1996 eingeführte Recht auf freie Krankenkassenwahl. Am 1. Januar 1997 folgte eine weitere Fusion mit der BKK Hochbau. Die Namensänderung zur BeneVita BKK erfolgte am 1. Januar 2004. 
Zum 1. Januar 2005 fusionierten die BKK Bauknecht gemeinsam mit der BeneVita BKK und der City BKK. Als Name für die neue Betriebskrankenkasse wurde der der City BKK übernommen.